# Явинский хребет
Явинский хребет — хребет в юго-западной части полуострова Камчатка на правом берегу реки Озёрной в её нижнем течении. Представляет собой дугу длинной 15-16 км с внутренним диаметром 10 км и внешним диаметром 18 км, примерно в центре полукольца располагаются посёлки Озерновский и Запорожье. Максимальная высота составляет 692,9 метра.
Является результатом извержения Явинского вулкана. Извержение происходило по дугообразной трещине, поэтому хребет имеет форму дуги. На северном склоне находится небольшой шлаковый конус Ухо (294,2 м), последний раз извергавшийся в голоцене.